# Mimudea lobibasalis
Mimudea lobibasalis là một loài bướm đêm trong họ Crambidae.